# Arne Thomas Olsen
Arne Thomas Olsen, född 3 december 1909 i Oslo, död 26 juni 2000 på samma ort, var en norsk skådespelare, regissör och teaterchef.
Han debuterade 1945 på Studioteatret, där han var anställd till 1950. Mellan 1952 och 1955 var han vid Folketeatret. Han ledde Statens teaterskole 1953–1963, och var regissör vid Nationaltheatret 1956–1959. Åren 1970–1976 var han chef för Rogaland Teater.
Som skådespelare var Olsen en mångsidig karaktärskonstnär, både i komedi och modern dramatik. Till hans stort anlagda, ofta dramatiska uppsättningar hör Maksim Gorkijs Natthärbärget, Bertolt Brechts Den goda människan från Sezuan samt absurd dramatik som Eugène Ionescos Noshörningen och Samuel Becketts I väntan på Godot. Han har gett ut memoarböckerna Olsen fra bakgården (1977) och Håpets hotell (1983) samt Studioteatret: Frihet og fornyelse (1995).

## Filmografi
Enligt Internet Movie Database:
Roller
- 1946 – Et spøkelse forelsker seg
- 1951 – Kvinnan bakom allt
- 1951 – Ukjent mann
- 1976 – Bør Børson II
- 1977 – Solospill (TV-serie)
- 1976 – Fleksnes fataliteter (TV-serie)
- 1996 – Sånt är livet
- 1997 – Salige er de som tørster

Regi
- 1966 – En hyggelig fyr (TV)
- 1967 – Den skallete sangerinne (TV)
- 1969 – De gamle damene (TV)